# Mesochorus paulus
Mesochorus paulus là một loài tò vò trong họ Ichneumonidae.